# Hoofdvaartkerk
De Hoofdvaartkerk is een 19e-eeuws voormalig kerkgebouw aan de Hoofdweg (Oostzijde) in het centrum van Hoofddorp aan de Haarlemmermeerse Hoofdvaart.  Het is een witgepleisterde zaalkerk in eclectische stijl, met een zadeldak.
Zij werd in jaren 1855-1858 gebouwd als Nederlands Hervormde kerk naar ontwerp van architect Bakker uit Amsterdam en was de eerste als zodanig aangelegde kerk in Haarlemmermeer.  
In 1859 werd een pastorie naast de kerk gebouwd.
Er is een Knipscheer-orgel uit 1869 in de kerk aangebracht.
In 1952 werd de kerk gerestaureerd, de binnenruimte werd anders ingericht en er kwamen een nieuwe kansel, avondmaalstafel en doopvont.

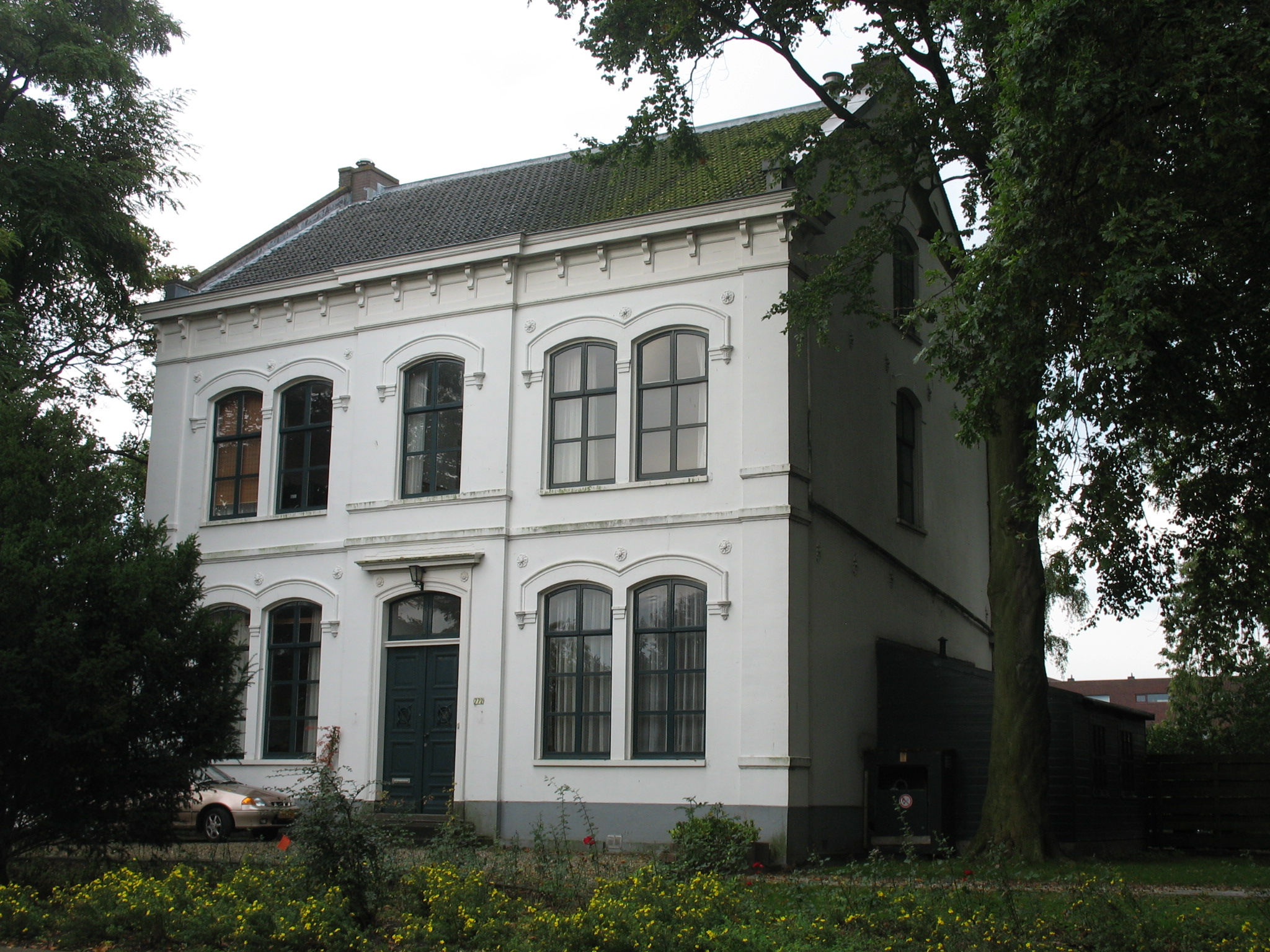
Pastorie (1859) in 2010
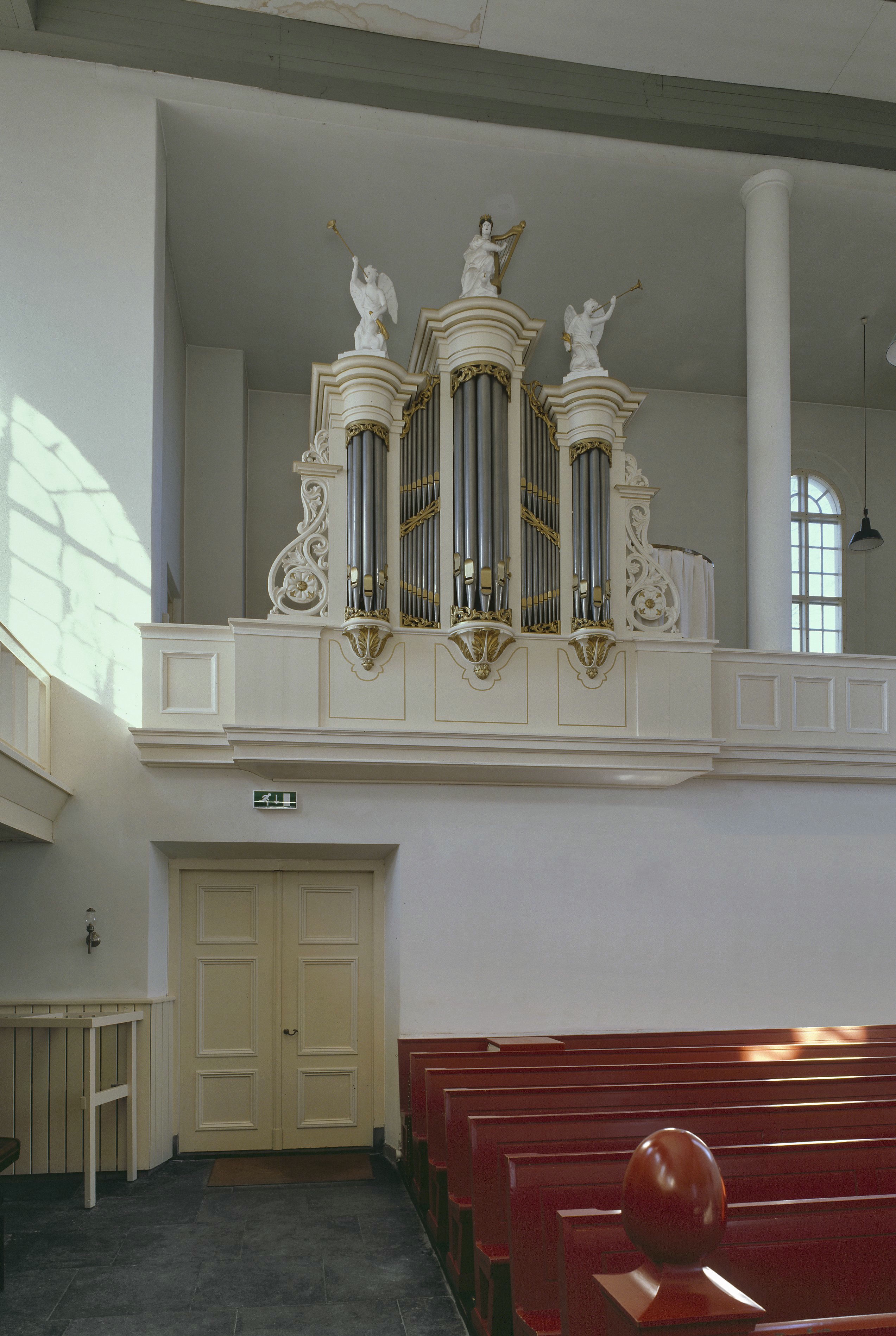
Interieur met orgel (1869) in 2004
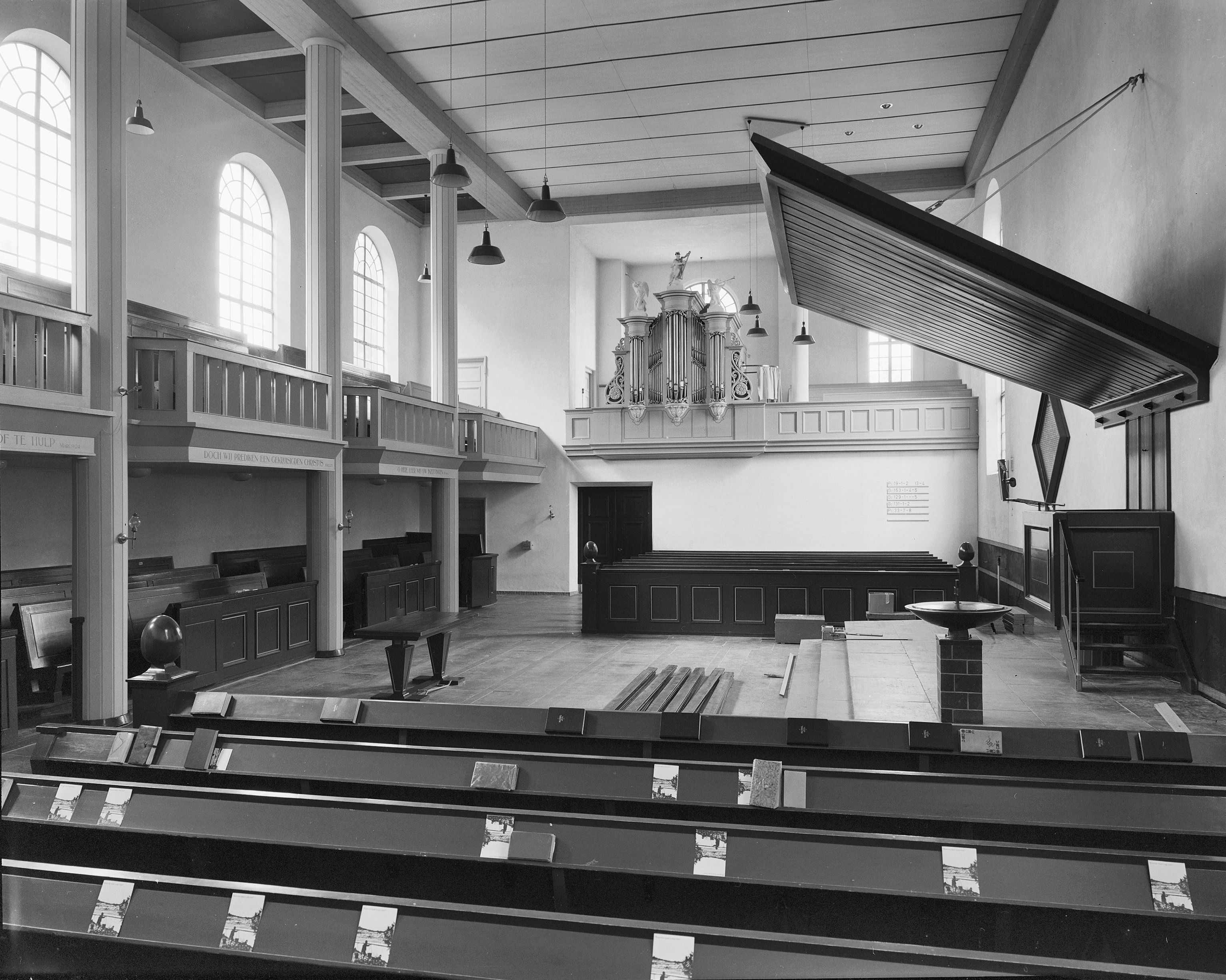
Interieur, met kansel en doopvont (1952) in 1972

In 1999 werden de kerk (met de orgelkast) en de pastorie "wegens architectuur- en cultuurhistorische waarde" als Rijksmonument aangewezen.
In verband met de fusie van de Hervormde Kerk en de Gereformeerde Kerken kwam de kerk te vallen onder de Protestantse Gemeente Hoofddorp evenals de nabijgelegen Marktpleinkerk en kerkelijke centra in buitenwijken. Eind 2010 heeft de gemeente besloten de Hoofdvaartkerk eind 2011 te verlaten en te verkopen.
Sinds begin 2013 is een restaurant met destilleerderij en proeflokaal gevestigd in het gebouw.  Bij de verbouwing is veel van het interieur, zoals het kerkorgel behouden gebleven.
In 2015 heeft de Haarlemse brouwerij Jopen dit gebouw gekocht en laten verbouwen, waarna destillerderij, restaurant en proeflokaal zijn voortgezet onder de naam Jopenkerk Hoofddorp.

## Begraafplaats Iepenhof
Achter de kerk en de pastorie ligt de Begraafplaats Iepenhof uit 1860, een gemeentelijk monument.